# Guo Jianmei

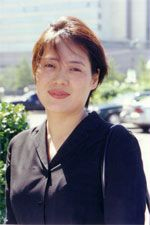
Guo Jianmei (2011)

Guo Jianmei (chinesisch 郭建梅, Pinyin Guō Jiànméi, geboren im Oktober 1961) ist eine chinesische Rechtsanwältin und Menschenrechtsaktivistin. Nach einer Karriere beim Justizministerium, beim Nationalen Frauenverband und bei der Rechtsanwaltsvereinigung Chinas gründete Guo eine Nichtregierungsorganisation für Frauenrechtshilfe, die sie bis Januar 2016 leitete. Guo Jianmei ist mit dem Schriftsteller Liu Zhenyun verheiratet.

## Karriere
Guo wurde in der Familie eines Lehrers in der verarmten Region des Landkreises Hua in der Provinz Henan geboren. Als sie die Armut, Unterentwicklung und Verletzung der Frauenrechte in ihrem Heimatdorf bemerkte, war dies der Impuls für ihr Engagement, die Rechte der Frauen in China zu verbessern.
Mit 18 besuchte Guo die juristische Fakultät der Universität Peking und schloss dort im Jahr 1983 ihr Jurastudium ab. Anschließend arbeitete sie im Justizministerium als Redakteurin für ein Magazin des chinesischen Anwaltsverbandes und für den nationalen Frauenverband, ein einflussreiches Massenorgan der Kommunistischen Partei Chinas sowie der Rechtsanwaltsvereinigung Chinas. In dieser Zeit reiste Guo durch mindestens 18 Provinzen, um die Lage der Frauen zu erforschen. Sie kam dabei zu dem Schluss, dass zwar die Gesetzgebung die Gleichberechtigung der Frau beinhalte, doch bei Rechtsfällen immer noch die Kommunistische Partei entscheide. Laut Guo wäre vieles schon besser, wenn nur die Hälfte der vorhandenen Gesetze angewendet würden.
Im Jahr 1995 besuchte Guo das 4. Internationale Forum für Rechtsanwältinnen und die Internationale Weltfrauenkonferenz der Vereinten Nationen in Peking, auf der sie mit Frauenrechtlerinnen und ausländischen Nichtregierungsorganisationen zusammentraf. Im gleichen Jahr kündigte sie ihre Stelle bei der Regierung und gründete mit anderen das Rechtsforschungs- und Servicezentrum für Frauen (Zhong-Ze-Frauenberatungszentrum) an der juristischen Fakultät der Universität Peking, die für das Zentrum als Träger diente. Guo war bis Februar 2016 verantwortliche Direktorin dieses Zentrums.
2001 nahm Guo an einer Revision des chinesischen Ehegesetzes und im Jahr 2003 an der Inkraftsetzung der Vollzugsordnung für Rechtshilfe teil. Sie veröffentlichte acht Bücher und war Redakteurin dreier Bände des Volksrechtsammelbandes „Alltagslebensgesetz“ und des „Leitfadens für Rechtshilfefälle der Frauen“.
Im März 2016 trat das Gesetz zum Schutz der Frau in Kraft, das Gewalt in der Familie verhindern soll. Guo bemerkte gegenüber dem Standard, dass es auch zu diesem „fortschrittlichen“ Gesetz „keine Ausführungsbestimmungen“ gibt, sodass es, wie bei so vielen anderen, „angesichts der Realitäten Chinas nie zur Anwendung“ kommen könnte. Guo Jianmei nennt diese Gesetze „schlafende Schönheiten“.

## Rechtsforschungs- und Servicezentrum für Frauen
Das Rechtsforschungs- und Servicezentrum für Frauen war die erste gemeinnützige Nichtregierungsorganisation, die sich darauf spezialisierte, Frauen in China Rechtsbeistand zu leisten. Das Zentrum hatte sich seit der Gründung 1995 zu einer einflussreichen Kraft für die Wahrung der Rechte und Interessen der Frauen entwickelt. Bis 2011 hatte das Zentrum über 80.000 Rechtsberatungen durchgeführt. Einer dieser Fälle, der öffentliche Aufmerksamkeit erregte, war der Fall der 21-jährigen Li Ruirui, die in einem „Schwarzen Gefängnis“ von einem Sicherheitsmann vergewaltigt wurde. Vor Gericht gewann Li in erster Distanz, was die Öffentlichkeit unter anderem über die Existenz der Schwarzen Gefängnisse informierte.
Im Jahr 2010 distanzierte sich die Universität Peking offiziell von diesem Zentrum, weshalb es danach nicht mehr der Universität angegliedert, sondern der juristischen Fakultät „angeschlossen“ war. Guo vermutete „Druck von oben“, da einige der Fälle zu brisant gewesen sein könnten.
Im Januar 2016 teilte Guo auf der Website woman-legalaid.org.cn mit, dass das Zhong-Ze-Frauenberatungszentrum zum 1. Februar schließen werde, ohne dass sie weitere Auskunft hätte geben dürfen. Hillary Clinton twitterte daraufhin am 31. Januar: „Was 1995 für Peking galt, ist heute noch wahr: Frauenrechte sind Menschenrechte. Dieses Zentrum sollte bestehen bleiben. Ich stehe zu Guo.“

## Auszeichnungen
- 2005 gehörte sie zu den Frauen, die im Rahmen des Projekts 1000 Frauen für den Friedensnobelpreis 2005 für den Friedensnobelpreis nominiert wurden.[1][6]
- 2007 wurde ihr gemeinsam mit drei weiteren Chinesinnen von Hillary Clinton einer der Global Leadership Awards stellvertretend für die Frauen Chinas überreicht.[3]
- 2010 wurde sie mit dem Simone-de-Beauvoir-Preis ausgezeichnet und von der Internationalen Arbeitsorganisation als Chinas erste Anti-Aids-Diskriminierungsbotschafterin bekanntgemacht.[7]
- 2011 erhielt sie von Michelle Obama und Hilary Clinton (als Außenministerin der Vereinigten Staaten) den International Women of Courage Award.[7][3]
- 2019 wurde ihr der Right Livelihood Award „für ihre bahnbrechende und beharrliche Arbeit zur Stärkung der Frauenrechte in China“ zuerkannt.[8]